# Archivi musicali tedeschi

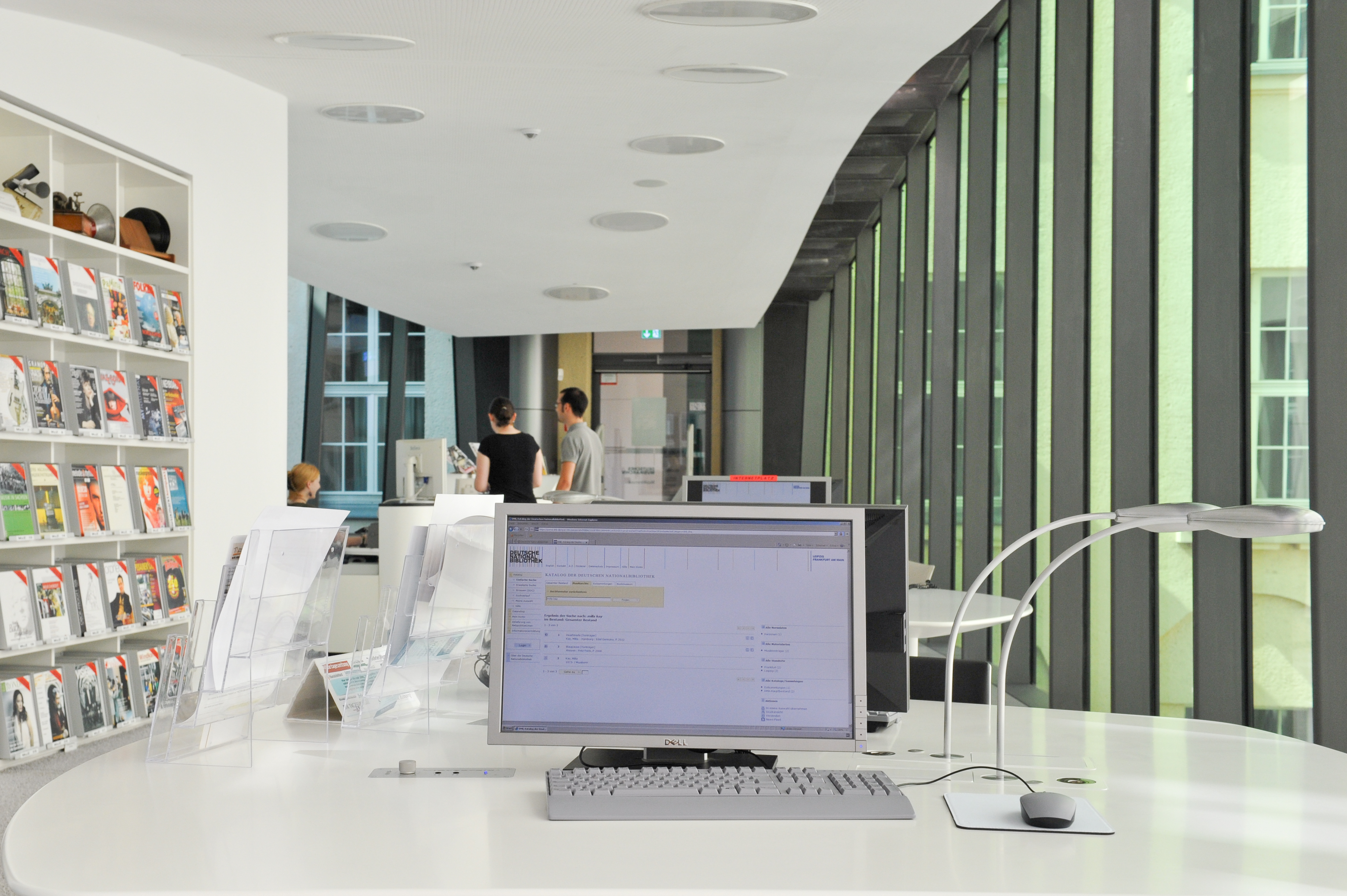
Sala di lettura dell'Archivio musicale tedesco a Lipsia

L’archivio musicale tedesco (in tedesco: Deutsches Musikarchiv, DMA) è la raccolta centrale di musica stampata e registrata e il centro informazioni bibliografico-musicale per la Germania. È un'agenzia federale fondata nel 1970, incaricata di raccogliere tutta la musica pubblicata nel paese. Gli editori di musica stampata e registrata in Germania sono tenuti per legge (dal 1973) a consegnare due copie di ogni edizione, come depositi legali, nell'archivio. 
Il DMA costituisce un dipartimento della Biblioteca nazionale tedesca (Deutsche Nationalbibliothek). Dal 2010 si trova a Lipsia presso la biblioteca nazionale.

## Storia

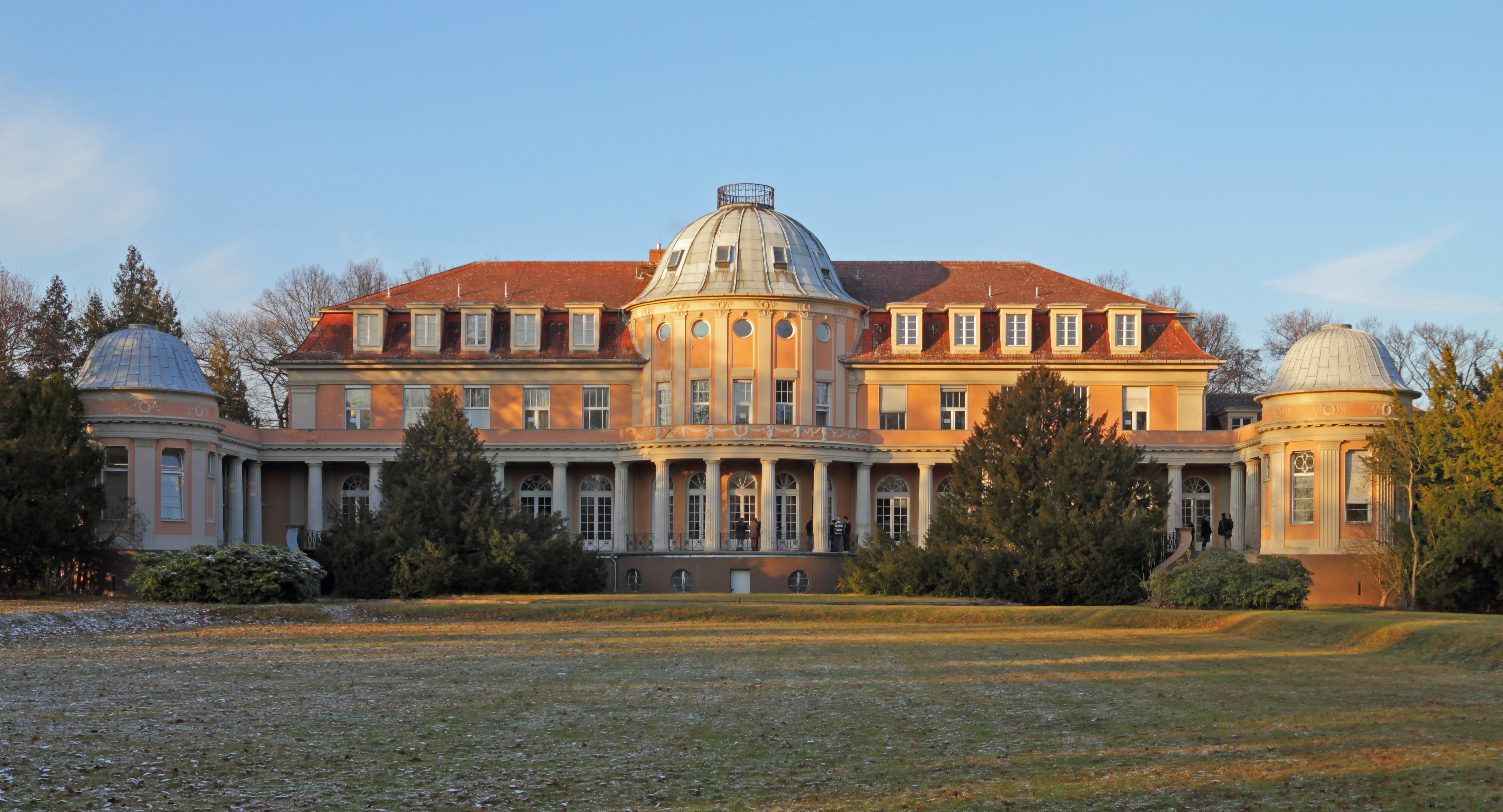
Ex edificio ospitante: la Siemens-Villa a Berlino-Lankwitz

L'archivio fu fondato a Berlino Ovest il 1º gennaio 1970, durante la divisione della Germania come dipartimento della Deutsche Bibliothek di Francoforte sul Meno, la biblioteca nazionale per la Germania occidentale. Incorporò il suo precursore, la Deutsche Musik-Phonothek (1961-1969), e rimase (fino al 2010) presso la Siemens-Villa di Berlino-Lankwitz. 
Nel processo di riunificazione tedesca la Deutsche Bibliothek della Germania occidentale e la Deutsche Bücherei della Germania orientale andarono a costituire una biblioteca nazionale con due sedi a Francoforte sul Meno e Lipsia. Il DMA è stato trasferito a Lipsia nel 2010, per essere ospitato in un'estensione della Deutsche Nationalbibliothek. I lavori di costruzione sono iniziati nel 2006 e completati nel 2009. 
Nel luglio 2000, il DMA ha anche assunto il ruolo di deposito per la GEMA, Gesellschaft für musikalische Aufführungs- und mechanische Vervielfältigungsrechte, un'organizzazione tedesca per il copyright della musica. Da allora, gli editori musicali devono solo inviare copie al DMA, che copre sia l'archiviazione nazionale che la registrazione del copyright. Le 210.000 opere di musica stampata precedentemente detenute da GEMA sono state trasferite al DMA.